# Frank Calvert

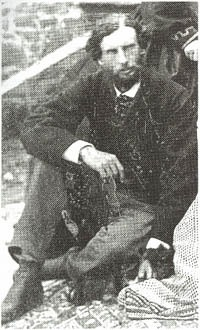
Frank Calvert

Frank Calvert (1828 – 1908) foi um oficial consular inglês no Mediterrâneo oriental, bem como um arqueólogo amador. Ele foi um colaborador essencial para a descoberta da antiga cidade de Tróia, estrelada por Heinrich Schliemann, que levaria o crédito pela descoberta de Tróia.

## Biografia
Frank era o caçula de sete filhos de James Calvert (1778-1852), de Malta, e Louisa Ann Lander (1792-1867).
Já em 1822, Hisarlik Hill havia sido apontada por Charles Maclaren pela possibilidade de ser a Tróia de Homero. Em 1847 o irmão de Frank, Frederick, comprou uma fazenda de mais de 2 000 acres em Akca Koy, que incluía parte de Hisarlik Hill. Esta acabou por ser uma aquisição importante. Em 1852, Frank estava ajudando seus irmãos, Frederick e James, em seus deveres consulares.
Frank continuou a ajudar seus irmãos em suas carreiras. Em 1855, enquanto Frederico estava ocupado com assuntos relacionados à Guerra da Criméia, Frank continuou a realizar a maior parte da correspondência oficial para o consulado. Ocasionalmente, entre 1856 e 1858, ele ocupou o cargo de Frederico como cônsul britânico interino.
Frank realizou escavações exploratórias nas terras de sua família, que incluíam a metade oriental de Hisarlik Hill; a ocidental pertencia ao governo turco. Ele estava convencido de que a antiga cidade de Tróia estava localizada lá. Após a Guerra da Crimeia, ele confidenciou suas opiniões a Heinrich Schliemann. Durante as escavações de Schliemann (1873 - 1890), os alemães recuperaram objetos enterrados em Hisarlik e, consequentemente, a descoberta de Tróia é atribuída a ele.
Calvert morreu em 1908, depois de Schliemann, mas nunca foi oficialmente associado à descoberta de Tróia.

## Referencias
1. ↑  Dieter Hertel. Troya, p.28, Madrid: Acento, 2003, ISBN 84-483-0737-2.
2. ↑  Hueck Allen, Susan. Finding the Walls of Troy – Frank Calvert and Heinrich Schliemann at Hisarlik. Berkeley: University of California Press, 1999.